# 詹姆斯·拉德金
詹姆斯·拉德金（英語：James Rudkin，1994年7月7日—），英国男子赛艇运动员。他曾代表英国参加2020年夏季奥林匹克运动会赛艇比赛，获得男子八人单桨有舵手铜牌。